# Кром, Николас Йоханнес
Николас Йоханнес Кром (нидерл. Nicolas Johannes Krom; 5 сентября 1883, Хертогенбос — 8 марта 1945, Лейден) — нидерландский востоковед, исследователь ранней истории и традиционной культуры Явы, представитель так называемой филологической школы голландской историографии Индонезии.

## Краткая биография
В 1901—1905 учился в Лейденском университете, где изучал санскрит у H. Керна и Й. С. Шпейера, а также древний яванский язык (Кави) у Й. К. Г. Йонкера. В 1908 г. защитил докторскую диссертацию. Работал в Индонезии в 1910—1915 и 1921 гг. С 1913 года — первый глава Археологической службы Нидерландской Индии, с 1919 года — профессор археологии и древней истории Нидерландской Индии Лейденского университета. Автор научной концепции синкретизованной «индо-яванской» культуры в древности и средневековье, получившей отражение в ряде фундаментальных работ по культуре, искусству и политической истории индонезийских государств (с 1913 по 1921 гг. около 80 монографий и статей).

## Основные труды
- Korte gids voor den Boro-Budur / Nicolaas Johannes Krom. Batavia: Landsdrukkerij, 1913.
- Varia / Nicolaas Johannes Krom. Batavia : Albrecht, 1914.
- Gedateerde inscripties van Nederlandsch-Indië : eerste aanvulling / Nicolaas Johannes Krom. Batavia : Albrecht, 1914.
- Inleiding tot de Hindoe-Javaansche kunst / door Dr. N. J. Krom. 's-Gravenhage: M. Nijhoff, 1923.
- Het oude Java en zijn kunst / door N. J. Krom. Haarlem : De Erven F. Bohn, 1923.
- The life of Buddha on the stūpa of Barabud̤ur according to the Lalitavistara-text. Edited by Dr. N. J. Krom. The Hague: M.Nijhoff, 1926.
- L’art Javanais dans les musées de Hollande et de Java / N.J. Krom. Paris ; Brussels : G. Van Oest, 1926.
- De levensgeschiedenis van den Buddha op Barabuḍur / door N.J. Krom. 's-Gravenhage : M. Nijhoff, 1926.
- Barabudur : archaeological description / by N.J. Krom. The Hague: Martinus Nijhoff, 1927.
- Gouverneur Generaal Gustaaf Willem van Imhoff / N.J. Krom. Amsterdam : Van Kampen, 1941.